# Pyrene punctata
Pyrene punctata, common name: the telescoped, là một loài ốc biển, là động vật thân mềm chân bụng sống ở biển trong họ Columbellidae.

## Miêu tả
Loài này có kích thước giữa 14 mm and 26 mm

## Phân bố
Chúng phân bố ở miền tây Thái Bình Dương and dọc theo Úc.